# Bierton (Buckinghamshire)
Bierton is een plaats in het bestuurlijke gebied Aylesbury Vale, in het Engelse graafschap Buckinghamshire met 1771 inwoners.

## Geboren
- George Shaw (1751-1813), botanicus en zoöloog